# Village ibérique de Puig del Castell
Le village ibérique de Puig del Castell est un site archéologique situé dans la commune de Cànoves i Samalús (comarque de Vallès Oriental), dans la province de Barcelone en Catalogne,.

## Historique
Ce village, d'environ 4 ha de superficie, a été établi sur la colline du même nom à 631 m d'altitude, et habité par la tribu ibère des Laietans entre les VIe et Ier siècle av. J.-C.. Bien que son existence ait été documentée pour la première fois par Josep Estrada i Garriga (es) en 1955, ce n'est qu'en 2011 que les recherches ont véritablement commencé.
Sa position privilégiée offrait aux Ibères une vue sur la plaine du Vallès Oriental, ce qui garantissait une protection en raison de son accès difficile. Les habitants de cette colonie vivaient principalement de l'agriculture et une grande partie de leur production était destinée au commerce avec les Grecs, les Carthaginois et les Romains.
Ce lieu est d'une importance historique étant donné les indications selon lesquelles ce village correspond à la population ibérique de Lauro, connue pour frapper des pièces de monnaie au  IIe siècle av. J.-C. et aussi pour des sources historiques romaines. Bien que cela n'ait pas été confirmé, on sait grâce à la découverte de ces pièces de monnaie dans ce même endroit du Vallès que se trouve ici la ville de Lauro, et le village de Puig del Castell répond à toutes les caractéristiques.